# Château de Santiago do Cacém
Le château de Santiago do Cacém, est une fortification militaire située dans la freguesia de Santiago do Cacém, Santa Cruz e São Bartolomeu da Serra (pt), sur le territoire de la municipalité de Santiago do Cacém (district de Setúbal, Portugal),.
Situé en position dominante sur une modeste colline, à proximité de la côte atlantique et du port de Sines, la forteresse contrôlait la plaine voisine. Elle fait actuellement partie de la région touristique de la Costa Azul.
Il est classé Monument national depuis 1910.

## Historique

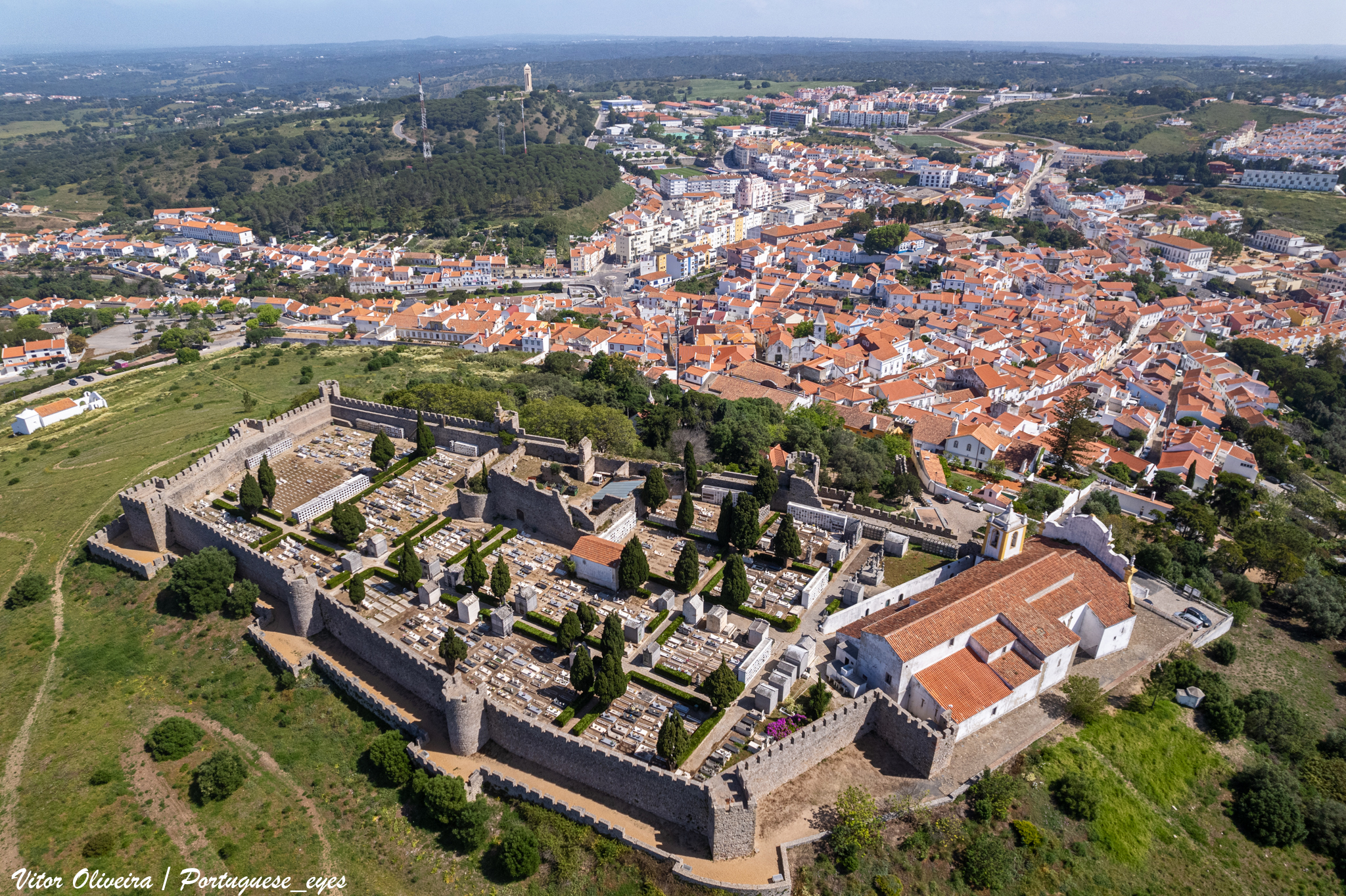
Vue aérienne.

L'occupation humaine primitive du site remonte aux tribus celtes. À l'époque de la romanisation de la péninsule Ibérique, la colonie existante s'appelait Miróbriga, faisant partie de la juridiction conventuelle de Pax Júlia (pt) (aujourd'hui Beja).
Occupée par les Alains pendant les premières décennies du Ve siècle, elle fut abandonnée au VIe siècle, la population se déplaçant vers la colline voisine, plus proche de la mer. La nouvelle colonie fut successivement dominée par les Wisigoths et au début de la deuxième décennie du VIIIe siècle, par les Musulmans, lorsqu'elle fut connue sous le nom de Kassen.

### Le château médiéval
Lors de la Reconquête chrétienne de la péninsule, Santiago do Cacém fut prise pour la première fois en 1158, lors de la conquête d'Alcácer do Sal par les forces du roi Afonso Henriques (1112-1185). Elle fut ensuite reprise entre 1190 et 1191 par les forces du calife almohade Abu Yusuf Yaqub al-Mansur, qui reprirent la ville.

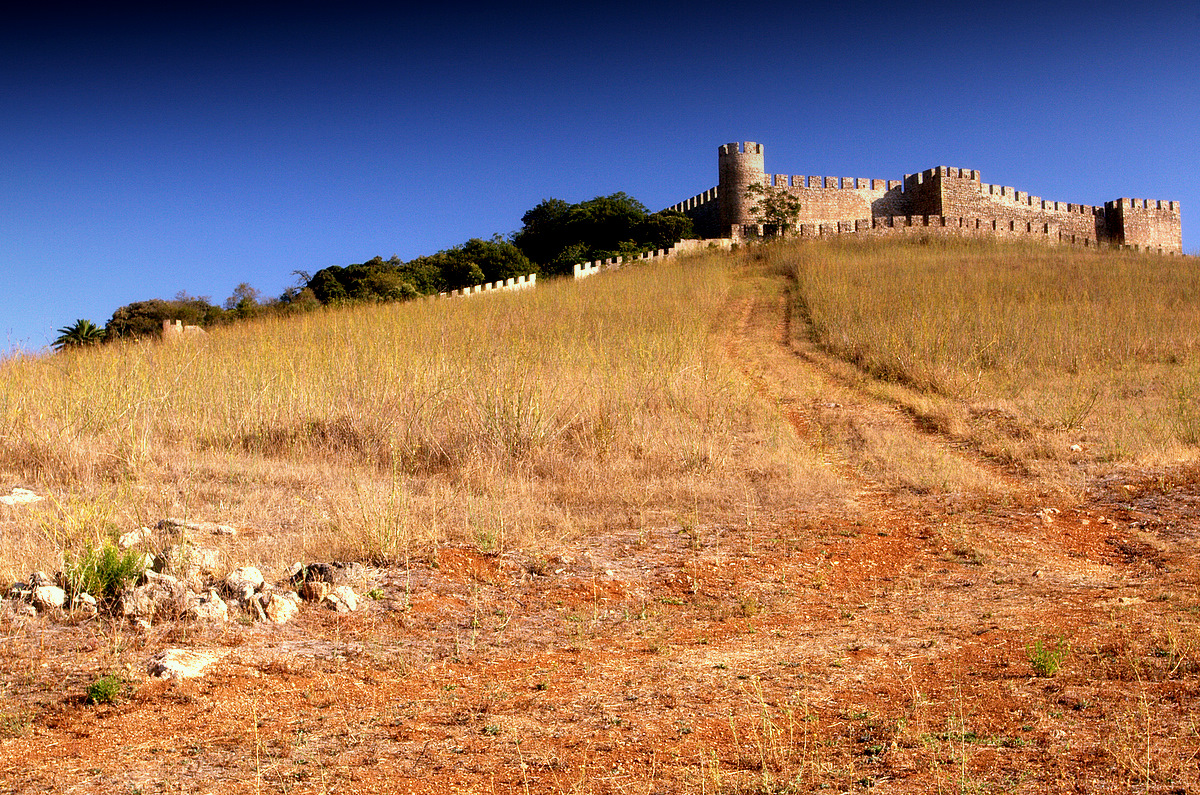

En 1186, Sanche Ier de Portugal avait fait don des domaines d'Almada, Palmela et Alcácer do Sal à l'Ordre de Santiago. Les deux premiers avaient été reconquis avant 1194 ; le dernier resta aux mains des musulmans jusqu'en 1217. Cette année-là, sous le règne d'Alphonse II (1211-1223), Santiago do Cacém passa définitivement au Portugal, et ses domaines furent également cédés aux chevaliers de l'Ordre, ces moines guerriers se chargeant de reconstruire ses défenses. À partir de cette époque, la ville fut connue sous son toponyme actuel : Santiago do Cacém, et sa première charte date de cette époque.
Sous le règne du roi Denis Ier (1279-1325), le château fut en possession de Vataça Láscaris (pt), dame de compagnie et amie de la reine Élisabeth de Portugal, de 1315 à 1336, date à laquelle il retourna aux domaines de l'Ordre de Santiago.
Au moment de la crise portugaise de 1383-1385, il fut l'une des premières villes à déclarer son soutien au roi Jean Ier, puisque Dom Fernando Afonso de Albuquerque, Maître de Santiago, avait mis à son service toutes les ressources de son Ordre.
Sous le règne de Manuel Ier de Portugal, il reçut une nouvelle Charte (1512). À l'époque de la dynastie philippine (pt), Philippe II d'Espagne fit don du château aux duc d'Aveiro (1594).

### De la guerre de Restauration à nos jours
La défense de la ville perdit son importance stratégique après la guerre de Restauration, dans la seconde moitié du XVIIe siècle. Le château retourna à la Couronne en 1759. Dès lors, l'ancien château fut progressivement abandonné et tomba dans un état de délabrement avancé. Ses dépendances servirent de cimetière municipal au XIXe siècle.
Au XXe siècle, il a été classé Monument national par décret publié le 23 juin 1910. Plus récemment, des travaux de consolidation et de restauration ont été réalisés par la Direction Générale des Bâtiments et Monuments Nationaux (DGEMN).

## Caractéristiques

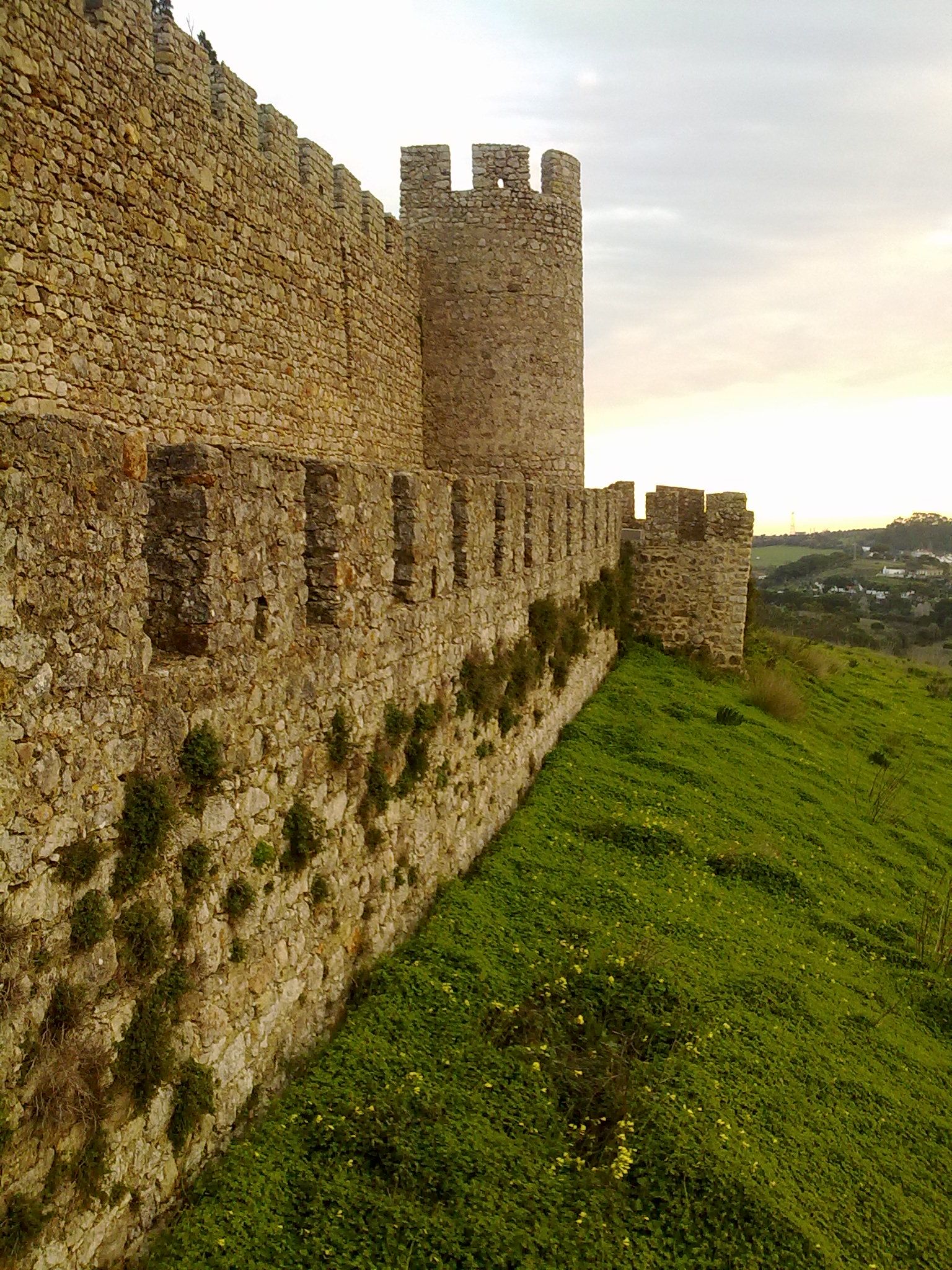
Les remparts du château de Santiago do Cacém.

Le château présente un plan approximativement rectangulaire, ses murs présentant encore des traces de fortification musulmane. Les remparts crénelés sont renforcés par dix tours quadrangulaires et des tourelles semi-cylindriques, défendues extérieurement par une barbacane, elle aussi renforcée par des tourelles. L'élément principal du château est son donjon.
L'ancienne église paroissiale de Santiago est adossée à la partie sud-est du mur, où l'on peut observer des vestiges du style roman primitif, du style gothique et des remaniements ultérieurs. À l'intérieur, on trouve un groupe de sculptures en relief représentant « Saint-Jacques combattant les Maures ». La décoration du portique sud, ornée de motifs zoomorphes, est remarquable.
Dans la citadelle médiévale, il reste encore des vestiges de la citadelle d'origine (alcazaba).

## Galerie

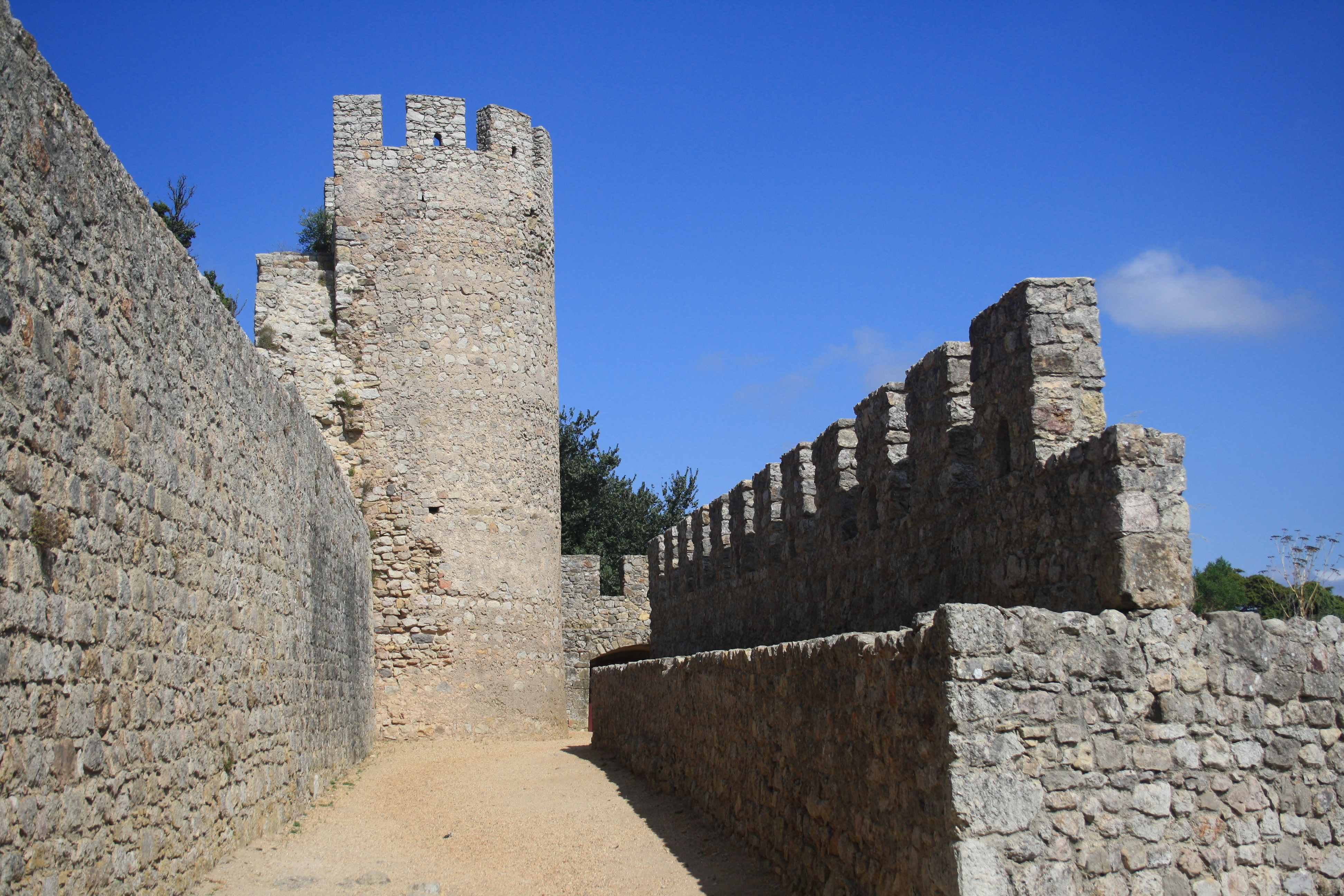
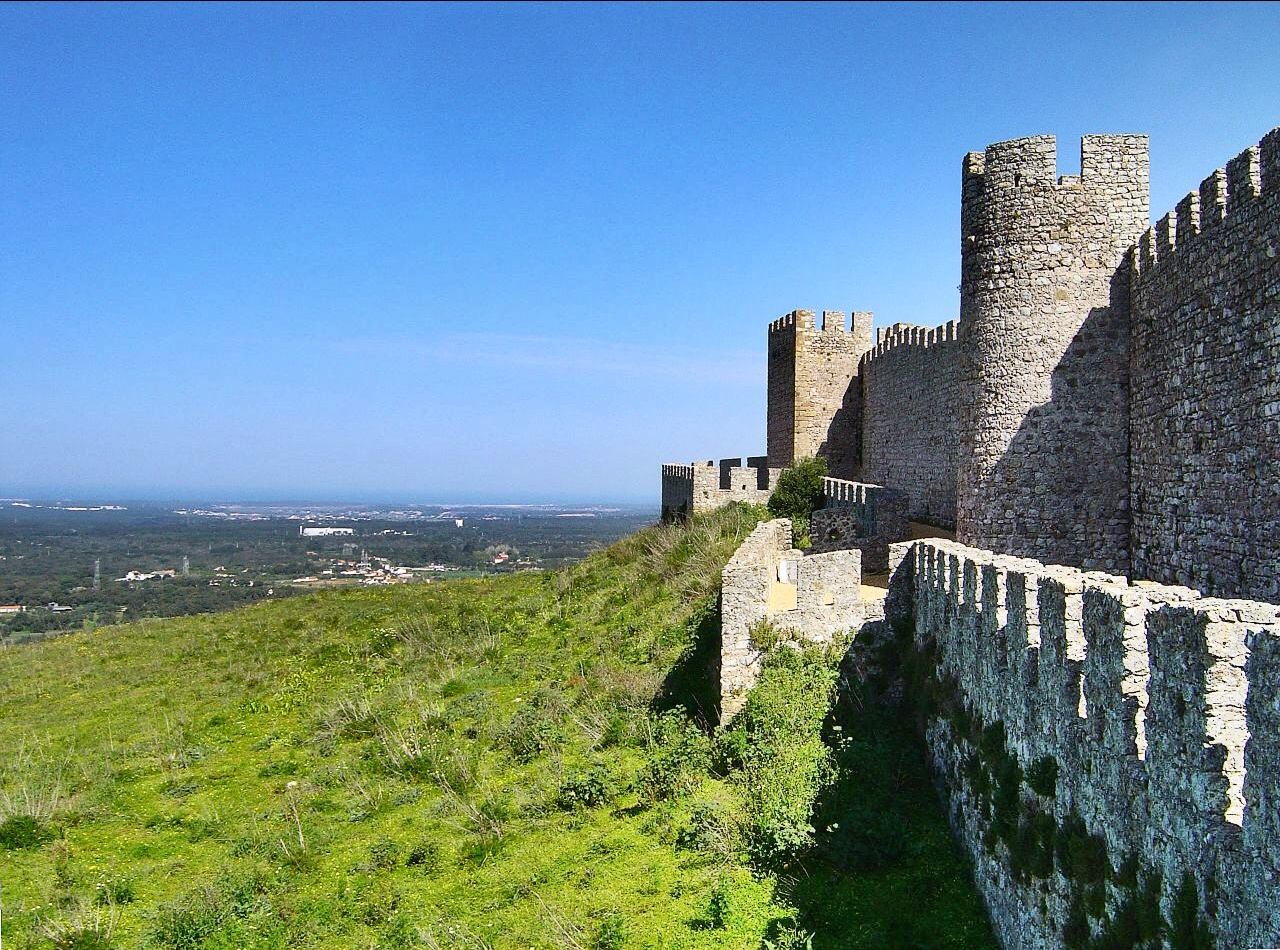